# Kościół św. Stanisława w Świątnikach Górnych
Kościół św. Stanisława – rzymskokatolicki kościół parafialny w mieście Świątniki Górne, w województwie małopolskim. Mieści się przy ulicy księdza Stanisława Koniecznego.

## Historia
Z dniem 17 maja 1846 r. Konsystorz Tarnowski ustanowił w Świątnikach Górnych kapelanię lokalną, niezależną od parafii w Mogilanach. Pierwszym kapelanem wybranym na drodze konkursu był ks. Józef Nowakowski. Prace nad budową kościoła rozpoczęły się 9 czerwca 1846 roku. Dnia 3 września 1847 r. został wmurowany kamień węgielny poświęcony przez księdza Stanisława Osuchowskiego, dziekana wielickiego i proboszcza parafii w Bieżanowie. W 1855 r. został przywieziony dzwon zakupiony przez kupców świątnickich na Węgrzech. Poświęcenie świątyni i pierwsze nabożeństwo miało miejsce w dniu 8 grudnia 1856 r. - mszę odprawił ks. Osuchowski, a kazanie wygłosił ks. Kompreda. 27 czerwca 1858 r. został konsekrowany ołtarz główny podczas wizytacji ks. Józefa Alojzego Pukalskiego, biskupa tarnowskiego. Podczas konsekracji umieszczone zostały w ołtarzu relikwie świętych Fortunata i Felicyta. Nadano patrona w postaci św. Stanisława, biskupa i męczennika. Od roku 1880 kapelania powróciła do archidiecezji krakowskiej.
Kapelania lokalna istniała w Świątnikach do roku 1888, kiedy to zarządzeniem cesarza Franciszka Józefa I niektóre kapelanie zostały przekształcone w parafię. W tym samym czasie do kościoła trafił prywatny neogotycki ołtarzyk po ks. Karolu Telidze, wykonany z przyciemnianego dębu. Około roku 1905 świątnicy wawelscy przywieźli dwa marmurowe ołtarze dłuta Francesco Placidiego w stylu barokowym, usunięte z katedry krakowskiej podczas jej generalnej renowacji.
Podczas I wojny światowej wojska austriackie zarekwirowały dzwony kościelne: większy 350 kg w 1915 roku i mniejszy 185 kg płacąc ekwiwalent odpowiednio 1400 i 692 koron. Po wojnie zakupiono ze składek parafian nowe dzwony: „Józef” ważący 185 kg i „Jan Ewangelista” ważący 100 kg, które zostały poświęcone uroczyście 1 września 1921 przez ks. Anatola Nowaka, biskupa sufragana krakowskiego. Dzwony te w 1943 roku zabrały wojska niemieckie, udało się jedynie zachować XVIII-wieczną sygnaturkę, gdyż w jej miejsce umieszczono dzwon szkolny.
W latach 1925–1927 trwał generalny remont kościoła zarówno wewnątrz, jak i na zewnątrz. Podniesiono wieże kościelne o 3.5 metra i zmieniono pokrycie dachowe. Wykonano nową polichromię i witraż autorstwa i projektu Mieczysława Różańskiego.
W latach 1983–1984 został przeprowadzony kolejny remont kościoła: nowa polichromia wykonana przez malarza Zygmunta Wiglusza, odnowienie ołtarza głównego, wymiana ławek i konfesjonałów (zniszczone zostały konfesjonały wawelskie), nowe pokrycie dachowe i nowe zegary na wieżach. Ustanowiono drugiego patrona w osobie królowej Jadwigi.